# Peter Przygodda
Peter Przygodda, né à Berlin le 26 octobre 1941 et mort d'un cancer à Munich le 2 octobre 2011, est un cinéaste allemand, connu pour être le monteur de nombreux films de Wim Wenders.

## Filmographie partielle

### Au cinéma

#### Comme monteur
- 1972 : L'Angoisse du gardien de but au moment du penalty de Wim Wenders
- 1972 : Ludwig, requiem pour un roi vierge de Hans-Jürgen Syberberg
- 1973 : La Lettre écarlate de Wim Wenders
- 1974 : Alice dans les villes de Wim Wenders
- 1975 : Faux Mouvement de Wim Wenders
- 1975 : L'Honneur perdu de Katharina Blum de Volker Schlöndorff et Margarethe von Trotta
- 1976 : Au fil du temps de Wim Wenders
- 1977 : L'Ami américain de Wim Wenders
- 1978 : La Femme gauchère de Peter Handke
- 1978 : Le Couteau dans la tête (Messer im Kopf) de Reinhard Hauff
- 1978 : Der Mann im Schilf de Manfred Purzer
- 1978 : La Cellule en verre de Hans W. Geißendörfer
- 1980 : Endstation Freiheit de Reinhard Hauff
- 1982 : L'État des choses de Wim Wenders
- 1982 : La Montagne magique de Hans W. Geißendörfer
- 1984 : Paris, Texas de Wim Wenders
- 1985 : King Kongs Faust de Heiner Stadler
- 1987 : Deadline  de Nathaniel Gutman
- 1987 : Les Ailes du désir de Wim Wenders
- 1987 : Dernière Sortie pour Brooklyn de Uli Edel
- 1992 : L'Absence de Peter Handke
- 1993 : Si loin, si proche ! de Wim Wenders
- 1994 : Lisbonne Story de Wim Wenders
- 1995 : L'Homme de la mort de Romuald Karmakar
- 1995 : Les Lumière de Berlin de Wim Wenders
- 1995 : Par-delà les nuages de Michelangelo Antonioni et Wim Wenders
- 1996 : Le Roi des Aulnes de Volker Schlöndorff
- 1997 : The End of Violence de Wim Wenders
- 1998 : Palmetto de Volker Schlöndorff
- 2000 : Les Trois Vies de Rita Vogt de Volker Schlöndorff
- 2005 : Don't Come Knocking de Wim Wenders
- 2008 : Rendez-vous à Palerme de Wim Wenders
- 2013 :Matei Copil Miner

#### Comme réalisateur
- Die sieben Sakramente von Canudos (litt. les Sept Sacrements de Canudos)

### À la télévision

#### Comme monteur
- 2006 : L'Héroïne de Gdansk de Volker Schlöndorff

## Distinctions
- Boulevard des stars (Berlin)